# Barackospatak
Barackospatak (Barackospataka vagy Barackos, románul: Barațcoș) falu Romániában, Hargita megyében. A vidék kedvelt túrázási hely ezen földrajzi adottságaiból kifolyólag.

## Fekvése
A falu képezi a Hidegség „végét”. Északon az 1340 m magas Barackos hegy, délen az Orogyik határolja. A jobb oldali mellékvölgyben, a Muhos-patakban borvízforrás és egy kis fürdő van.
Bukaresttől 244 km-re, Csíkszeredától 32 km-re, Jászvásártól 135 km-re, Brassótól 112 km-re, Balánbányától pedig 12,7 km-re fekszik.

## Története
Gyimesközéplok része. 1956-ig között adatai a községéhez voltak számítva. A trianoni békeszerződés előtt Csík vármegye Szépvízi járáshoz tartozott.

## Éghajlata
|                  | Január | Május  | Július | Szeptember | Év     |
| ---------------- | ------ | ------ | ------ | ---------- | ------ |
| Max. hőmérséklet |        |        | 16 °C  |            | 6 °C   |
| Min. hőmérséklet | -8 °C  |        |        |            |        |
| Csapadék         |        | 147 mm |        | 38 mm      | 867 mm |

## Népessége
2002-ben 237 lakosa volt, ebből 234 magyar és 3 román. Lakói római katolikusok.

## Fordítás
- Ez a szócikk részben vagy egészben  a   Barațcoș című szebuano Wikipédia-szócikk fordításán alapul.  Az eredeti cikk szerkesztőit annak laptörténete sorolja fel. Ez a jelzés csupán a megfogalmazás eredetét és a szerzői jogokat jelzi, nem szolgál a cikkben szereplő információk forrásmegjelöléseként.